# 波照間製糖

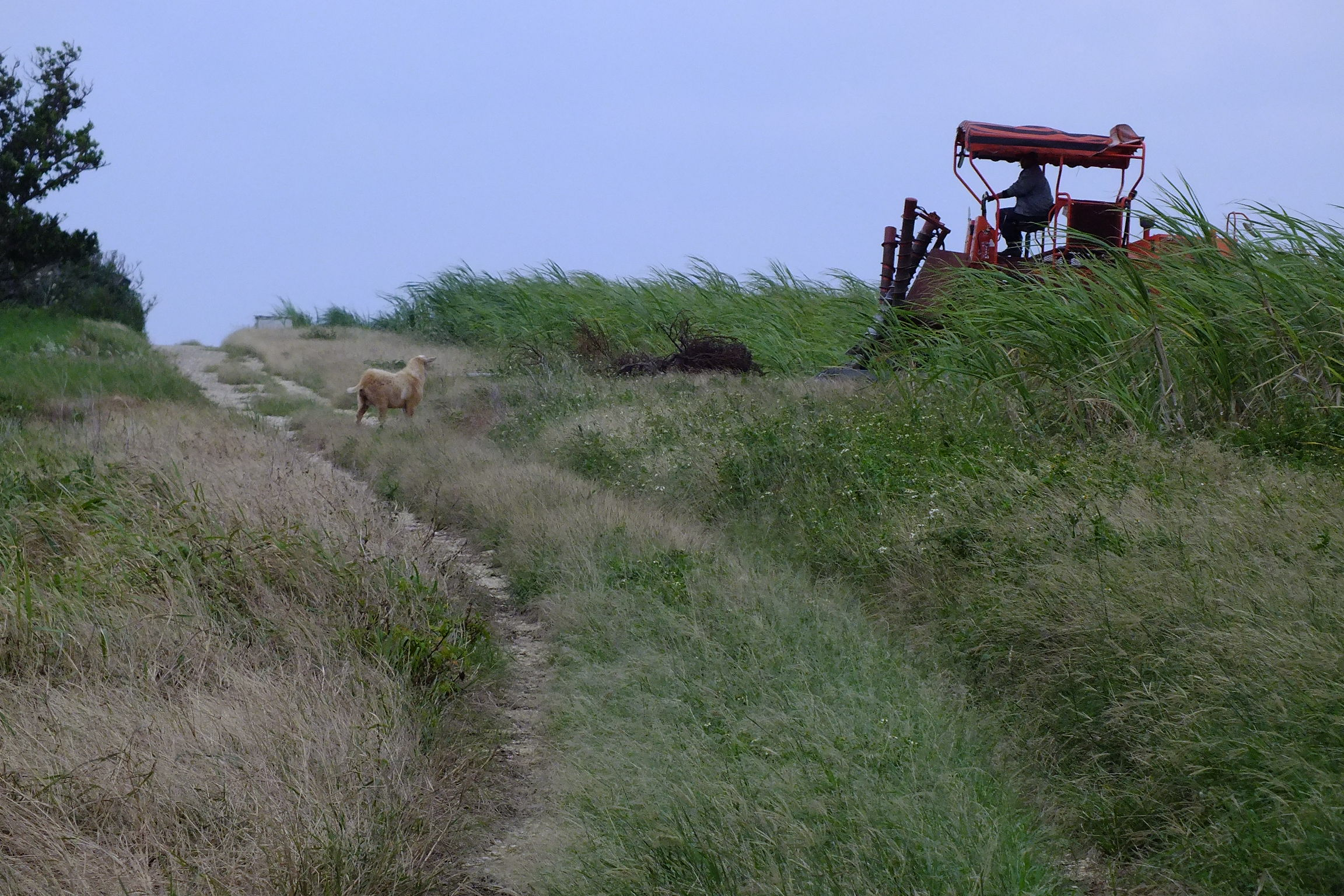
含蜜糖の原料となる、波照間島のサトウキビ畑

波照間製糖株式会社（はてるませいとう）は、沖縄県那覇市に本社を置く製糖会社である。

## 概要
八重山列島の波照間島（沖縄県八重山郡竹富町字波照間418）にある波照間製糖工場で、含蜜糖（黒糖）の生産を行っている。公称能力 130t/日で、2017/18年期の産糖量は 1,766t。
この工場は竹富町が旧工場の隣接地に建設し、2014年に完成したもので、敷地面積8,970m2、延床面積4,814m2、鉄骨構造2階建て、総事業費約26億円。波照間製糖が指定管理者として操業している。日本最南端の製糖工場である。
波照間島の黒糖は、土壌が原料のサトウキビ栽培に適していることや、ユイマール（共同作業）による手刈り収穫のためトラッシュの混入が少ないことから、風味が良いとされ、市場で高い評価を得ている。

## 沿革
かつての波照間島の主要産業はカツオ漁及び鰹節生産で、農業は自給用の米などの生産が中心であった。1914年（大正3年）頃からサトウキビの栽培や砂糖の製造も行われていたものの、島内4ヶ所の製糖組合により小型工場で15t/日程度を生産する小規模なものであった。戦後、鰹節の価格が低迷したため、鰹節に代わる現金収入源として製糖工場が誘致され、島民と大東糖業株式会社の出資により1961年（昭和36年）に波照間製糖株式会社が設立された。製糖工場の誘致に伴い、自給用の農地はサトウキビ畑に転換され、2004年度（平成16年度）時点で、サトウキビ畑が島の耕地面積の91%を占めるようになった。

### 年表
- 1961年（昭和36年）12月 - 設立[3]。
- 1963年（昭和38年） - 波照間製糖工場完成[7]。
- 2013年（平成25年）5月2日 - 新工場着工[9]。
- 2014年（平成26年）1月15日 - 新工場落成式典挙行[2][10]。
- 2014年（平成26年）7月19日 - 黒糖への金属片混入を公表。混入のおそれがある商品約65t全量を自主回収[11]。